# مارودر
مارودر هي سيارة مصفحة من إنتاج شركة باراماونت في جنوب إفريقيا، تم إطلاقها لأول مرة في 2007 خلال معرض ومؤتمر الدفاع الدولي (IDEX) في أبو ظبي أكبر معرض أسلحة في الشرق الأوسط.

## التصميم والمواصفات
تم تطوير Marauder لمهام الاستطلاع وحفظ السلام. تحمل طاقمًا يصل إلى عشرة بما في ذلك السائق والقائد.
تم تصميمها للعمل في المناطق الحضرية والمبنية والمحصورة ، وهي أصغر حجمًا ووزنًا من ماتادور ، وهي مركبة مصفحة مماثلة. تكوين السيارة إما 4x4 أو 6x6. تبلغ سرعة Marauder حوالي 100 إلى 120 كم / ساعة (62-75 ميلاً في الساعة) ، ومدى أقصى يبلغ 700 كيلومتر (430 ميل).
يوفر هيكل Marauder المزدوج الأحادي الحماية ضد المقذوفات حتى STANAG 4569 المستوى الثالث لمقصورة الطاقم. [5]
تسمح سعة الحمولة الصافية لـ Marauder بتركيب أنظمة دفاع وأسلحة مختلفة ، بما في ذلك المدافع الرشاشة الخفيفة والمتوسطة العيار ، ومنشآت أسلحة المدافع ، وقاذفات الصواريخ ، فضلاً عن أنظمة القيادة والمراقبة والتحكم. يمكن تكوين السيارة بحيث يمكن إطلاق قذائف الهاون من منصة الحمولة.

## الإنتاج
روسيا
في عام 2022 تم رصد Marauder في ماريوبول أثناء الحرب الروسية الأوكرانية.
الأردن
في عام 2008 ، من أجل تصنيع وإنتاج Marauder ، دخلت مجموعة Paramount Group في اتفاقية مع مكتب الملك عبد الله للتصميم والتطوير (المركز الأردني للتصميم والتطوير) ، وهي الوكالة العسكرية الحكومية الأساسية في الأردن التي تطور وتصنع أنظمة الدفاع ،والتي تعمل بمثابة مستشار فني مستقل للقوات المسلحة الأردنية. بالإضافة إلى كونه مُصنِّعًا ، كان الأردن العميل الأول للمارودر.
أذربيجان
يتم تصنيع Marauder أيضًا في أذربيجان من قبل وزارة صناعة الدفاع الأذربيجانية من خلال اتفاقية مشتركة مع باراماونت.
كازاخستان
شركة كازاخستان الهندسية تصنع Marauder بموجب ترخيص باسم Arlan بموجب المشروع المشترك Kazakhstan Paramount Engineering بعد إعلانها في عام 2018. [بحاجة لمصدر] في نفس العام ، أعلنوا أن 70٪ من أجهزة الراديو ومحطات الأسلحة التي تعمل بالتحكم عن بعد كانت محلية- صنع.
بالقرب من أستانا ، بدأ بناء المصنع في عام 2014 ، واكتمل بعد عام.
سنغافورة
يتم تصنيع Marauder في سنغافورة بواسطة ST Engineering بالتعاون مع Paramount ووكالة علوم وتكنولوجيا الدفاع. كان هذا بناءً على اتفاقية عام 2012 مع باراماونت للعمل معًا في تصنيع وتسويق السيارة.
المتغيرات المصنوعة تحت علامة Belrex تتكون من الأمن ، والتصليح الميداني ، والاستطلاع ، واللوجستيات ، والوقود ، والطب ، والإشارة(التواصل) ، والصيانة ، وحاملة الذخيرة وقذائف الهاون.تأتي المنصة الأساسية بثلاثة أحجام أساسية لحجرة الطاقم: أربعة وثمانية وعشرة.

## المستخدمين
الجزائر: وفقًا لمعهد SIPRI ، تم تسليم 2 فقط في عام 2009 + مفاوضات لشراء Arlan من كازاخستان.
أذربيجان: تم تسليم أكثر من 100 مركبة في المجموع بين عامي 2009 و 2014. تم إنشاء الإنتاج المحلي للمركبات بموجب اتفاقية بين مجموعة باراماونت ووزارة صناعة الدفاع في أذربيجان.
الكونغو: 52 تسليم إجمالاً بين عامي 2010 و 2012.
الأردن: تم طلب دفعة أولية من حوالي 50 Marauder وماتادور في مارس 2008. تم إنشاء الإنتاج المحلي للمركبات بموجب اتفاقية بين مجموعة باراماونت ومكتب الملك عبد الله الثاني للتصميم والتطوير.
كازاخستان: تم طلب عدد غير معروف من النسخة الشتوية الجديدة ، المسمى Arlan (Wolf) ، في عام 2013 ومن المقرر أن يتم التسليم في عام 2016. الإنتاج المحلي لـ Arlan بواسطة Kazakhstan Paramount Engineering (KPE) ، وهي شركة مشتركة تحت إشراف اتفاقية بين مجموعة باراماونت وشركة كازاخستان الهندسية المملوكة للدولة. تم تسليم مدرعات Arlans الأولى إلى القوات الخاصة الكازاخستانية في ديسمبر 2017.
ملاوي: 6 طلبات شراء في 2013
موزمبيق: 5 تم طلبها في عام 2020
نيجيريا: رقم غير معروف تم الحصول عليه لسلاح الجو النيجيري في مارس 2019 ، تم تعديله ببرج أردني "رأس أفعى".
عُمان: طلب واحد في 2013
روسيا: في الخدمة مع فرقة الآليات قاديروف.
سنغافورة: تم تعيينها على أنها Belrex Protected Combat Support Vehicle ، وتشغل طرازًا مخصصًا مع قاعدة عجلات ممتدة. تم طلب 122 طلبًا في عام 2013. دخل الخدمة رسميًا في عام 2016. سوف تستبدل Belrexes جميع الشاحنات غير المدرعة التي يبلغ وزنها خمسة أطنان في الخدمة مع القوات المسلحة السودانية.
زامبيا: 3 تسليمها في عام 2016 لدائرة شرطة زامبيا.